# 野村ホールディングス
野村ホールディングス株式会社（のむらホールディングス、英: Nomura Holdings, Inc.）は、東京都中央区日本橋に本社を置く野村グループの金融持株会社である。
日本最大手の証券会社である野村證券などを子会社に持つ野村グループの中核企業である。
キャッチコピーは「Basic & Dynamic」。
東証プライム市場およびニューヨーク証券取引所（NYSE）上場企業であり、日経平均株価およびTOPIX Large70、JPX日経インデックス400の構成銘柄の一つ。三菱UFJ銀行（旧・三和銀行）が中心となって構成している三和グループに属しており、みどり会の会員企業でもある。

## 歴史
- 1925年（大正14年）12月25日 - 株式会社大阪野村銀行（後の大和銀行、現りそな銀行）の証券部から分離して設立。
- 1946年（昭和21年）12月 - 本店を東京都に移転。
- 1961年（昭和36年）10月 - 東京証券取引所・大阪証券取引所・名古屋証券取引所に上場。
- 2001年（平成13年）10月 - 持株会社への移行に伴い、野村ホールディングスと野村證券に機能を分割。
- 2003年（平成15年）6月 - 委員会等設置会社へ移行。
- 2005年（平成17年）12月 - 創業80周年。
- 2006年（平成18年）4月 - グループ名称を野村証券グループから野村グループに改称。
- 2006年（平成18年）5月 - インターネット専業のジョインベスト証券を開業。
- 2008年（平成20年）9月 - 経営破綻したリーマン・ブラザーズのアジア・太平洋・欧州・中東部門（北米と韓国を除く全地域）を買収。クーン・ローブの流れをくむ企業となる。
- 2009年（平成21年）6月 - リテール債増資予定。
- 2011年（平成23年）5月 - 持分法適用会社であった野村土地建物の株式を追加取得し、子会社化。これに伴い、野村不動産ホールディングスが当社の特定子会社となった。
- 2011年（平成23年）7月 - 株式交換により、野村土地建物を完全子会社化。
- 2015年（平成27年）11月 - 慶應義塾大学と共同で、ベンチャーキャピタル・株式会社慶應イノベーション・イニシアティブ（KII）を設立[8]。
- 2019年（平成31年/令和元年）
  - 4月 - 野村ホールディングスは子会社の「野村証券」の店舗数を2割削減すると発表[9][10]。
  - 5月 - 金融庁は野村ホールディングス及び野村証券に対し業務改善命令を出す方針を固めた。野村側が株式市場再編に関する情報を投資家に漏洩したため。野村ホールディングスは「重く受け止めている」とのコメントを発表した。
- 2023年（令和5年）2月 - スプツニ子!が代表取締役社長を務めるCradleに福利厚生の一部を委託、同年をもって社員による福祉共済会を解散。

## 会社の現況 (2021年3月31日現在)

### 株式の状況
- 発行可能株式数  　- 6,000,000,000株
  - 発行済株式総数  　- 3,233,562,601株
  - 発行可能普通株数  - 6,000,000,000株
  - 発行可能第1種優先 -   200,000,000株
  - 発行可能第2種優先 -   200,000,000株
  - 発行可能第3種優先 -   200,000,000株
  - 発行可能第4種優先 -   200,000,000株
  - 普通株主数 - 342,956名

### 大株主(上位10企業)
| 株主名                                                                        | 株数(千株) | 持株比率(%) |
| ----------------------------------------------------------------------------- | ---------- | ----------- |
| 日本マスタートラスト信託銀行株式会社(信託口)                                  | 253,651    | 8.27        |
| 株式会社日本カストディ銀行(信託口)                                            | 134,376    | 4.38        |
| SMBC日興証券株式会社                                                          | 72,001     | 2.35        |
| STATE STREET BAN EST CLIENT TREATY 505234                                     | 48,291     | 1.57        |
| 株式会社日本カストディ銀行(信託口5)                                           | 46,166     | 1.50        |
| NORTHERN TRUST CO.(AVFC) RE SILCHESTER INTL INVESTORS INTL VALUE EQUITY TRUST | 45,178     | 1.47        |
| JPモルガン証券株式会社                                                        | 43,108     | 1.40        |
| 株式会社日本カストディ銀行(信託口6)                                           | 40,929     | 1.33        |
| NORTHERN TRUST CO.(AVFC) RE U.S. TAX EXEMPTED PENTION FUNDS                   | 40,182     | 1.31        |
| 株式会社日本カストディ銀行(信託口7)                                           | 40,103     | 1.30        |

- 自己株式170,057千株を保有しているが、上位10名の株主からは除外
- 持株比率は、自己株式を控除している。

### 重要な子会社の状況
| 会社名                                                | 所在地                       | 資本金                    | 議決権比率(%) | 事業内容                  |
| ----------------------------------------------------- | ---------------------------- | ------------------------- | ------------- | ------------------------- |
| 野村證券株式会社                                      | 東京都中央区                 | 100億円                   | 100           | 証券業                    |
| 野村アセットマネジメント株式会社                      | 東京都中央区                 | 171億80百万円             | 100           | 投資信託委託・ 投資顧問業 |
| 野村信託銀行株式会社                                  | 東京都千代田区               | 500億円                   | 100           | 銀行・信託業              |
| 野村ファシリティーズ株式会社                          | 東京都中央区                 | 4億80百万円               | 100           | 不動産賃貸・ 管理業       |
| 野村ファイナンシャル・プロダクツ・ サービシズ株式会社 | 東京都千代田区               | 1767億75百万円            | 100           | 金融業                    |
| 野村アジア・パシフィック・HD                          | 東京都中央区                 | 10百万円                  | 100           | 持株会社                  |
| ノムラ・HD・アメリカInc.                              | アメリカ・ニューヨーク市     | 67億5725万米ドル          | 100           | 持株会社                  |
| ノムラ・セキュリティーズ・INTL・Inc.                  | アメリカ・ニューヨーク市     | 38億2977万米ドル          | 100*          | 証券業                    |
| ノムラ・アメリカ・モーゲッジ・ ファイナンスLLC        | アメリカ・ニューヨーク市     | 18億349万米ドル           | 100*          | 持株会社                  |
| インスティネットInc.                                  | アメリカ・ニューヨーク市     | 13億3949万米ドル          | 100*          | 持株会社                  |
| ノムラ・ヨーロッパ・HD・PLC                           | イギリス・ロンドン市         | 113億9132万米ドル         | 100           | 持株会社                  |
| ノムラ・INTL・PLC                                     | イギリス・ロンドン市         | 112億4123万米ドル         | 100*          | 証券業                    |
| ノムラ・INTL(ホンコン)・LIMITED                       | 香港                         | 1878億11百万円            | 100*          | 証券業                    |
| ノムラ・シンガポールLIMITED                           | シンガポール・シンガポール市 | 2億3900万シンガポールドル | 100*          | 証券業・金融業            |

- 議決権比率内の*は、間接所有株式の議決権を含めた比率である。
- 連結子会社及び連結変動持分事業体は1,264社、持分法適用は野村総合研究所・野村不動産HD等15社。

### 主要な借入先の状況
| 借入先                   | 借入金の種類 | 借入金残高 (百万円) |
| ------------------------ | ------------ | ------------------- |
| 株式会社三菱UFJ銀行      | 長期借入金   | 371,069             |
| 株式会社みずほ銀行       | 長期借入金   | 372,350             |
| 株式会社三井住友銀行     | 長期借入金   | 364,773             |
| 株式会社りそな銀行       | 長期借入金   | 49,953              |
| 三井住友信託銀行株式会社 | 長期借入金   | 181,897             |
| 株式会社千葉銀行         | 長期借入金   | 45,040              |
| 株式会社静岡銀行         | 長期借入金   | 35,326              |
| 農林中央金庫             | 長期借入金   | 49,883              |
| 株式会社八十二銀行       | 長期借入金   | 30,395              |
| 明治安田生命保険相互会社 | 長期借入金   | 32,170              |

### 使用集団の状況
| 使用人数(人) | 前事業年度 末比増減(人) |
| ------------ | ----------------------- |
| 26,403       | ▽226                    |

- 使用人数には、臨時使用人を除外している

## 関係会社
連結子会社
- 野村證券
- 野村信託銀行
- 野村アセットマネジメント
- 野村プロパティーズ（旧野村土地建物）
  - 杉村倉庫
- 野村資本市場研究所

関連会社
- 野村不動産ホールディングス
- 野村総合研究所(NRI)
  - だいこう証券ビジネス - 旧・大阪証券代行、元大証金系

その他
- ジャフコ グループ - 旧・日本合同ファイナンス

## 騒動・訴訟

### 株主提案
2012年（平成24年）に行われた第108回株主総会において、 株主から「社名を『野菜ホールディングス』にする」「『オフィス内の便器はすべて和式とし、足腰を鍛練し、株価四桁を目指して日々ふんばる』旨定款に明記するものとする（提案の理由：貴社はいままさに破綻寸前である。別の表現をすれば今が「ふんばりどき」である（中略）和式便器に毎日またがり、下半身のねばりを強化すれば、かならず破綻は回避できる。できなかったら運が悪かったと諦めるしかない」「取締役の社内での呼称は『クリスタル役』とし、代表取締役社長は代表クリスタル役社長と呼ぶ旨定款に定める。（提案の理由：取締役という言葉の響きは堅苦しい）」など、100件の提案があり、話題となったがいずれも否決された。また、これらの提案乱発が「株主提案権」の乱用的行使を法的に阻止する契機にもなった。

### サブプライム関係訴訟
サブプライム住宅ローン危機において米住宅公社に対し虚偽の説明により欠陥のある住宅ローン担保証券を販売したとして、2015年5月11日に米連邦地裁は行為の違法性を認め、15日にロイヤルバンク・オブ・スコットランドと共同で8億600万ドルを賠償するよう命じた。野村の広報担当は控訴の意向を表明している。